# Liste de fortifications en Ukraine
Cette liste présente une partie des fortifications existante en Ukraine.
- Forteresse de Kamianets
- Bilhorod-Dnistrovskyï.
- Forteresse de Kiev.
- Fort Sainte-Élisabeth à Kropyvnytskyï.
- Forteresse de Kherson
- Forteresse de Loutsk

## Sébastopol

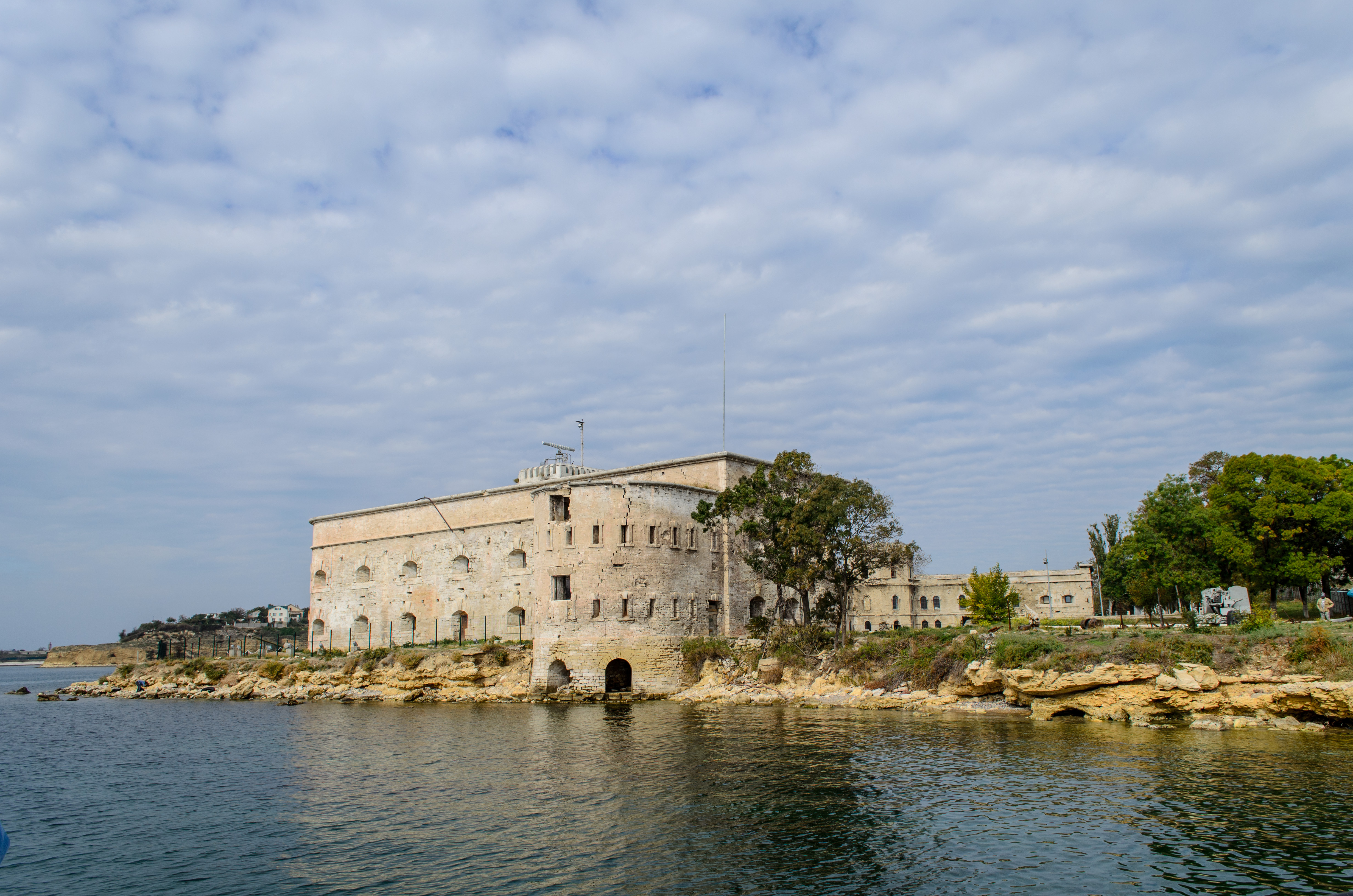
La Batterie Michel.

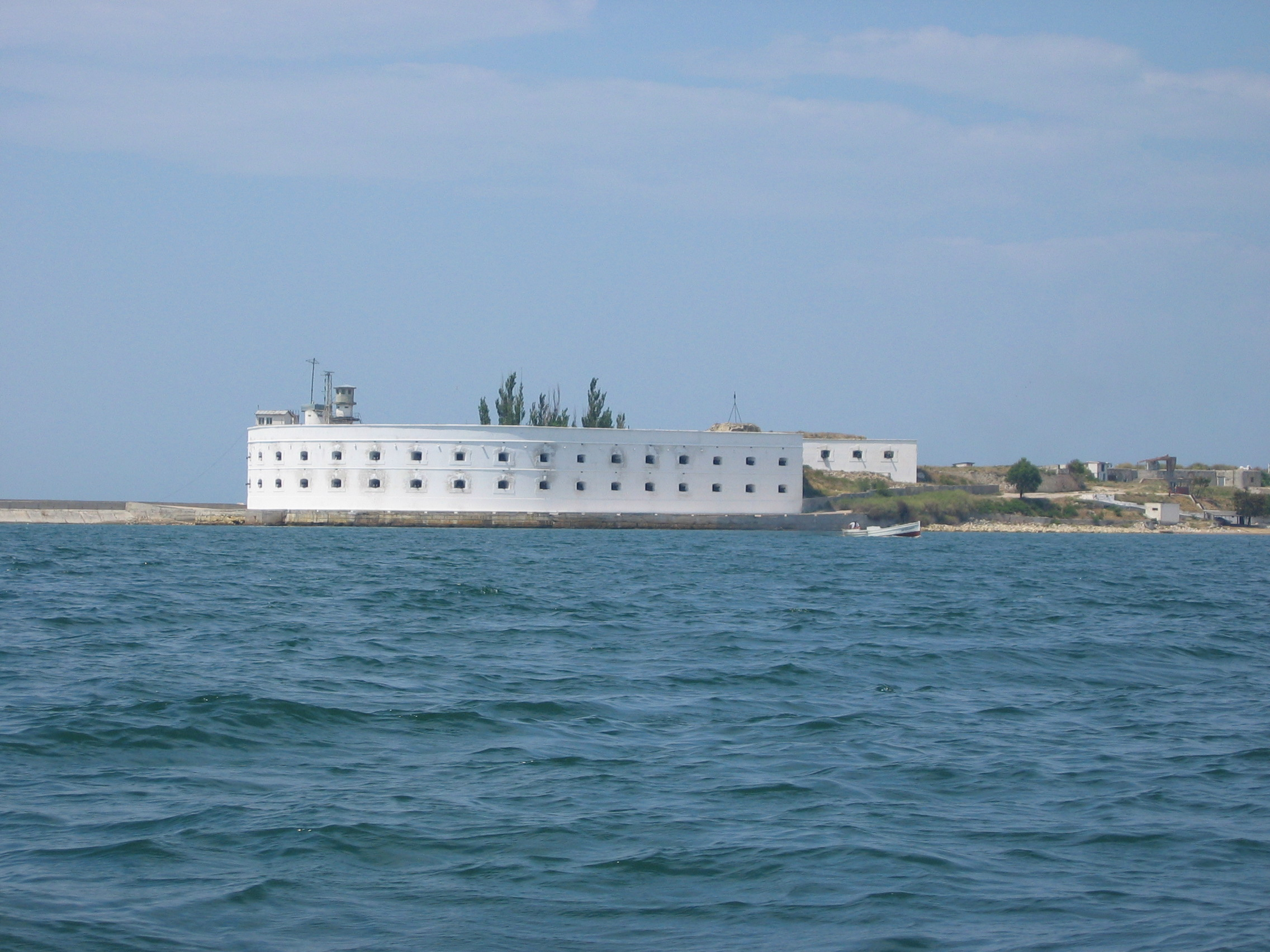
Le fort Constantin en 2004.

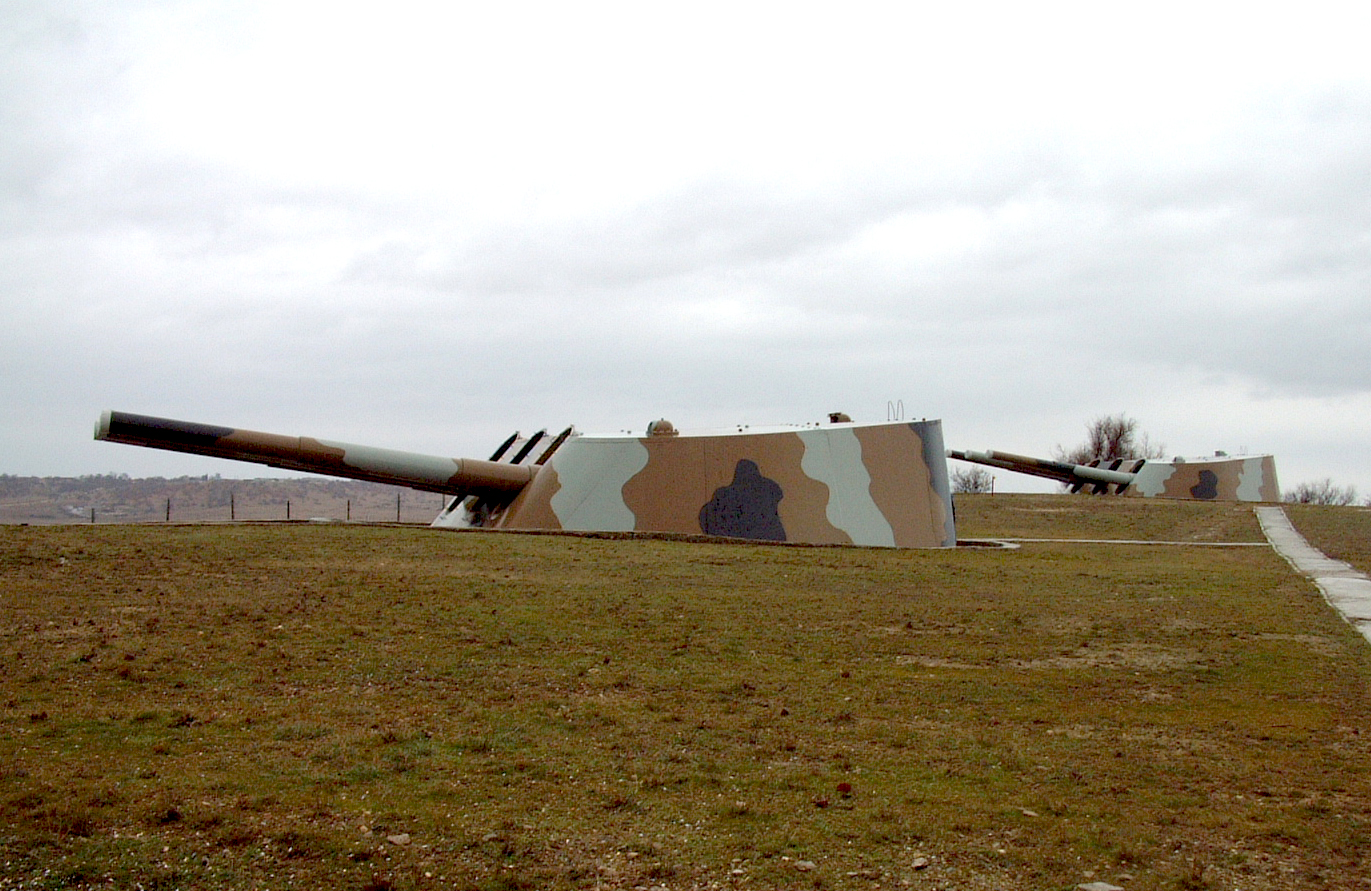
Les tourelles modernes en 2000 de la batterie côtière no 30.

Fortifications de Sébastopol : 
- Fort (circulaire) de Sébastopol
- Fort Malakoff
- Fort Constantin
- Fort Catherine ou Fort Michel
- Fort Nicolas
- Fort Paul
- Fort Alexander
- Fort de Quarantaine
- Batterie de Sébastopol.

## Transcarpathie
- Forteresse de Moukatchevo (un : Munkács, de : Munkatsch)